# Michèle George
Pour les articles homonymes, voir George.
Michèle George, née le 2 janvier 1974 à Ostende, est une cavalière handisport belge de dressage souffrant d'hémiplégie au genou à la suite d'un accident de cheval.

## Carrière
Aux Jeux paralympiques d'été de 2012, elle est double médaillée d'or (Grand Prix Individuel catégorie IV et Grand Prix libre catégorie IV). Deux ans plus tard, elle remporte aux Jeux équestres mondiaux deux médailles d'or dans les mêmes  épreuves. Aux Jeux paralympiques d'été de 2016, elle remporte une médaille d'or au Grand Prix libre catégorie IV et une médaille d'argent au Grand Prix Individuel catégorie IV.
Elle est faite commandeur de l'Ordre de la Couronne en 2012 et nommée sportive belge paralympique de l'année en 2014.
Le 13 septembre 2012, Michèle George est élevée à la dignité de commandeur du Mérite wallon.